# História de Gloucestershire
A região atualmente conhecida como Gloucestershire foi inicialmente povoada por povos britônicos (antepassados dos galeses e de outros povos celtas britânicos) na Idade do Ferro e nos períodos romanos. Após a saida dos romanos da Grã-Bretanha no começo do século V, os Brythons restabeleceram o controle, mas as divisões territoriais para a época pós-romana são desconhecidas. A cidade de Caerloyw (Gloucester hoje, ainda conhecida como Caerloyw no galês moderno) era um centro e Cirencester pode ter seguido como um centro tribal também. O único reino confirmado de forma confiável é o reino menor de Ergyng, no sudeste do País de Gales, que pode ter abrangido uma parte da região (aproximadamente a Floresta de Dean). No último quarto do século VI, os saxões de Wessex iniciaram a determinar o domínio sobre a região.

## Significado militar
Gloucestershire fazia parte do condado de Harold na época da conquista normanda da Inglaterra, mas ofereceu uma pequena resistência ao conquistador.
No reinado de A Anarquia do Rei Stephen, a razão da Imperatriz Matilda foi apoiada por seu meio-irmão, Robert de Gloucester, que reconstruiu o castelo em Bristol. Os castelos de Gloucester e Cirencester também foram guarnecidos em seu nome  O Castelo de Beverston também foi um local do conflito de Stephen Matilda.
Bristol e Gloucester apoiaram ativamente a causa Yorkista durante a Guerra das Rosas.
Nas lutas religiosas do século XVI, Gloucester mostrou forte simpatia protestante e, no reinado de Maria, o bispo Hooper foi mandado a Gloucester para ser queimado como um aviso ao condado.